# 察罕喇嘛庙
察罕喇嘛庙，俗称后黑寺，是位于今北京市海淀区花园路街道的马甸路以北、马甸西路以东（原属东升乡马甸村）的一座藏传佛教格鲁派寺院。

## 历史

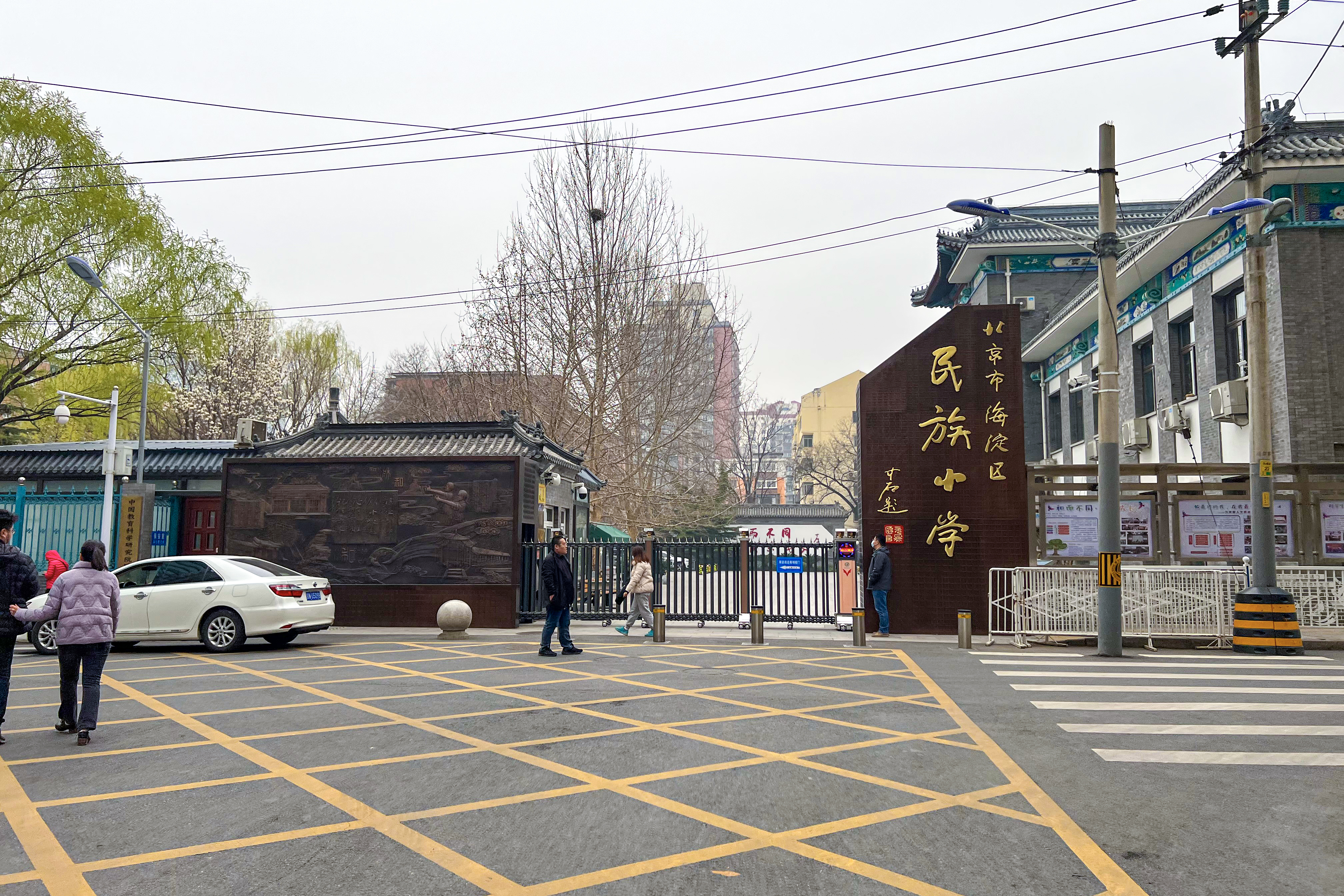
北京市海淀区民族小学

察罕喇嘛庙位于慈度寺（俗称“前黑寺”）北侧，两寺之间隔一条街，先后创建于清朝初年。察罕喇嘛庙是察罕喇嘛自盛京来到北京后，于清朝顺治二年（1645年）在正黄旗校场北地址募化创建。没有寺名，故以察罕喇嘛创建而称为“察罕喇嘛庙”。康熙五十二年（1713年），康熙帝赐无量寿佛二尊，供奉大殿。
中华人民共和国成立后，黑寺仍留有部分喇嘛看管黑寺院落及部分土地、财产。后来，由于实行土地改革，国家没收了黑寺拥有的土地、财产。文化大革命期间，黑寺被马甸村革命委员会征用为饲养处，一直用至1978年。在此期间，黑寺被多次破坏，先后被拆除了山门、天王殿、后殿及其他一些殿宇和大多数房屋。据黑寺附近的老居民回忆称：“在文革期间，由马甸村委书记单世杰牵头的一伙人先捣毁多尊佛像将其碾碎用来铺路让人行走于之上。后又煽动群众分批拆毁了黑寺相当一部分建筑。”
如今，该寺旧址上建起了住宅小区、海淀区民族小学等。该寺现存东、西两座配殿及活佛仓。

## 建筑
察罕喇嘛庙坐北朝南，殿宇三重。寺门额曰“大清古刹”。寺内依次是天王殿、正殿、后殿、活佛仓和后院。正殿内祀三世佛，并祀关羽像，故又称“关公殿”。后殿内供奉有康熙帝御赐无量寿佛。活佛仓在后殿的西北侧，是东西并排的两座四合院式的建筑，共有房屋99间。后院内有坐北朝南的大殿三间以及耳房数间。
寺门前殿有一口大钟，为明朝最胜寺的遗物，上面铸有“尊胜楞严神咒三十五佛全部金刚经心经”，“正德十年都督同知朱宁造”。